# Liste der Naturdenkmale in Schlüchtern
Die Liste der Naturdenkmale in Schlüchtern nennt die in der Stadt Schlüchtern im Main-Kinzig-Kreis gelegenen Naturdenkmale.
| Bild            | Bezeichnung                                | Ortsteil, Lage                                                  | Beschreibung                                          | Art                 | Nr.    |
| --------------- | ------------------------------------------ | --------------------------------------------------------------- | ----------------------------------------------------- | ------------------- | ------ |
| BW              | Kornelkirsche                              | Schlüchtern 50° 20′ 52,2″ N, 9° 31′ 33,4″ O                     |                                                       | Kornelkirsche       | 435127 |
| BW              | Französischer Ahorn                        | Schlüchtern, Katholische Kirche 50° 20′ 57,8″ N, 9° 31′ 38,6″ O |                                                       | Französischer Ahorn | 435128 |
| BW              | Eichengruppe                               | Schlüchtern 50° 21′ 4,8″ N, 9° 30′ 49,3″ O                      |                                                       |                     | 435131 |
| BW              | Rotbuche                                   | Schlüchtern, Am Acis 50° 20′ 38,1″ N, 9° 30′ 11,4″ O            |                                                       | Rotbuche            | 435132 |
| Fotos hochladen | Huteeiche                                  | Schlüchtern, Am Acis 50° 20′ 36,3″ N, 9° 30′ 10,4″ O            |                                                       |                     | 435133 |
| BW              | Eiche                                      | Schlüchtern 50° 20′ 42,4″ N, 9° 30′ 43,3″ O                     |                                                       |                     | 435134 |
| BW              | Kanzel und Rehbrünnchen                    | Schlüchtern 50° 23′ 6,1″ N, 9° 30′ 55″ O                        |                                                       |                     | 435136 |
| BW              | Linde                                      | Schlüchtern 50° 21′ 36,5″ N, 9° 31′ 15,1″ O                     |                                                       |                     | 435137 |
| BW              | Rotbuche                                   | Breitenbach 50° 21′ 44,9″ N, 9° 30′ 14,9″ O                     |                                                       | Rotbuche            | 435139 |
| BW              | Buchengruppe, Triftfläche und Basaltblöcke | Elm 50° 22′ 30,6″ N, 9° 33′ 33,8″ O                             |                                                       |                     | 435141 |
| BW              | 3 Buchen (noch 2 Buchen)                   | Elm 50° 21′ 39,9″ N, 9° 34′ 6,4″ O                              |                                                       |                     | 435143 |
| BW              | Weinberg                                   | Herolz 50° 20′ 59″ N, 9° 32′ 57,5″ O                            |                                                       |                     | 435144 |
| BW              | Teufelskanzel, Wilde Häuser, Wilder Tisch  | Ahlersbach 50° 18′ 44,7″ N, 9° 33′ 59,3″ O                      |                                                       |                     | 435145 |
| BW              | Eiche                                      | Hohenzell 50° 18′ 48,9″ N, 9° 31′ 23,4″ O                       |                                                       |                     | 435146 |
| BW              | Bergahorn                                  | Hohenzell 50° 18′ 36,3″ N, 9° 33′ 6,6″ O                        |                                                       | Berg-Ahorn          | 435147 |
| BW              | Schwarze Born                              | Hohenzell 50° 18′ 11,2″ N, 9° 32′ 30,4″ O                       |                                                       |                     | 435148 |
| BW              | Buchengruppe                               | Hohenzell 50° 18′ 52″ N, 9° 32′ 36,7″ O                         |                                                       |                     | 435149 |
| Fotos hochladen | Südhang des Klöschen                       | Hutten 50° 22′ 6,9″ N, 9° 36′ 37,4″ O                           |                                                       |                     | 435151 |
| BW              | Eiche                                      | Vollmerz 50° 20′ 4,3″ N, 9° 36′ 58,8″ O                         |                                                       |                     | 435154 |
| BW              | 12 Buchen-Altholzinsel                     | Vollmerz, Flur 11, Flst. 3 50° 20′ 17,6″ N, 9° 37′ 39,2″ O      |                                                       |                     | 435155 |
| BW              | Orchideenvorkommen                         | Vollmerz, Flur 14, Flst. 13 50° 19′ 34,7″ N, 9° 37′ 42,2″ O     | Koordinaten nicht veröffentlicht, Lage des Flurstücks |                     | 435156 |
| BW              | Orchideenvorkommen                         | Vollmerz, Flur 11, Flst. 3 50° 20′ 17,5″ N, 9° 37′ 39,4″ O      | Koordinaten nicht veröffentlicht, Lage des Flurstücks |                     | 435157 |
| BW              | Orchideenvorkommen                         | Vollmerz, Flur 16, Flst. 23 50° 19′ 58,8″ N, 9° 36′ 21,6″ O     | Koordinaten nicht veröffentlicht, Lage der Flur       |                     | 435158 |
| BW              | Wilder Stein                               | Wallroth 50° 22′ 50,2″ N, 9° 29′ 0,4″ O                         |                                                       |                     | 435159 |
| BW              | Linde                                      | Gundhelm 50° 22′ 0″ N, 9° 37′ 47,2″ O                           |                                                       |                     | 435174 |
| BW              | Kastanie                                   | Gundhelm 50° 21′ 59,3″ N, 9° 37′ 47″ O                          |                                                       |                     | 435175 |
| BW              | Melmets                                    | Breitenbach 50° 21′ 39,8″ N, 9° 28′ 52,8″ O                     |                                                       |                     | 435177 |
| BW              | Eiche und Linde                            | Niederzell 50° 19′ 52,4″ N, 9° 30′ 26,3″ O                      |                                                       |                     | 435191 |
| BW              | Geologischer Aufschluss am alten Hohlweg   | Kressenbach 50° 22′ 16,2″ N, 9° 28′ 15,8″ O                     |                                                       |                     | 435207 |
| BW              | Bronzittheoleiit-Ströme                    | Hutten 50° 22′ 39,3″ N, 9° 37′ 49,8″ O                          |                                                       |                     | 435208 |

## Belege
1. ↑  
Naturdenkmale im Main-Kinzig-Kreis. (PDF; 74 kB) Umweltbericht MKK. Main-Kinzig-Kreis, August 2015, archiviert vom Original (nicht mehr online verfügbar) am 24. Januar 2016; abgerufen am 22. Januar 2016.
2. 1 2 3 4  
Naturschutz‐, Landschaftsschutzgebiete, Naturdenkmale (2019). (PDF; 18,2 MB) In: Integriertes Kommunales Entwicklungskonzept (IKEK). Stadt Schlüchtern, August 2015, S. 25, abgerufen am 7. Februar 2022.

- Karte mit allen Koordinaten:
- OSM |
- WikiMap